# Harry Cohn
Pour les articles homonymes, voir Cohn.
Harry Cohn est un producteur américain. Né le 23 juillet 1891 à New York, il est mort le 27 février 1958 à Phoenix.

## Biographie

### Une enfance et jeunesse misérables
Harry nait à New York le 23 juillet 1891 dans une famille juive d'origine germano-russe. Vivant sur les maigres revenus du père (tailleur), les cinq enfants partagent trois chambres avec leurs deux grands-mères, dans un quartier pauvre de la 88e rue. Harry quitte l'école à l'âge de quatorze ans et trouve son premier emploi payé au sein d'une petite troupe théâtrale, où il apparaît dans un chœur de la pièce The Fatal Wedding, par Al Woods. Après avoir travaillé comme chauffeur de tramway, puis comme song-plugger (pianiste installé dans un magasin de partitions et chargé de jouer les morceaux en vente), il rejoint son frère Jack chez Universal Pictures en 1915 ; Harry est alors engagé par Carl Laemmle (grand patron d'Universal) comme secrétaire.

### Corned Beef and Cabbage
En 1920, persuadé d'en savoir assez sur l'art et la manière de faire les films, Cohn décide de se lancer. Avec son frère Jack et un certain Joe Brandt, il crée la CBC (pour Cohn-Brandt-Cohn) Films Sales Corporation ; composée de petits budgets aux faibles qualités esthétiques, leur production leur vaut rapidement le surnom de CBC : Corned Beef and Cabbage (littéralement « Bœuf en conserve et chou »).

### La création de Columbia Pictures
Les séries Screen Snapshots (reportages hebdomadaires sur les stars d'Hollywood) et The Hall Room Boys (adaptation burlesque d'un comic strip populaire) assurent à Cohn les revenus nécessaires pour produire son premier long-métrage (More to Be Pitied Than Scorned) en 1922. Mais la relation houleuse entre les deux frères (Harry gère la compagnie depuis les bureaux hollywoodiens ; Jack, basé à New York, s'occupe des finances) pousse Joe Brandt à céder ses parts à Harry, qui devient alors le président de Columbia Pictures en 1924.

### Arrivée dans la cour des grands
Les premières productions du studio sont pour la plupart des westerns rapidement tournés, dont la principale vedette est Jack Holt (1888-1951), acteur monolithique cantonné aux feuilletons de l'époque. Toujours en quête du talent miraculeux au moindre prix, Harry Cohn saute sur l'occasion inespérée que lui fournit Louis B. Mayer (président de la MGM) en « louant » Clark Gable, alors jeune comédien revêche que le studio au lion veut « punir ». Armé de son poulain récalcitrant, d'un scénario tiré d'une nouvelle inconnue (Night Bus) et d'un Frank Capra sous contrat exclusif depuis 1924, Harry Cohn sort New York-Miami (1934) et rafle cinq Oscars cette année-là. Dès lors, la Columbia sort de l’ornière et s'impose définitivement comme l'une des majors d'Hollywood.

### Un directeur autoritaire et sentimental
Cohn se fait connaître pour ses méthodes de management autocratiques et violentes,. Son attitude arrogante, intrusive, et son absence d’éducation deviennent légendaires à Hollywood. En plus de son statut de président, il exige de rester directeur de production sur tous les projets, concentrant ainsi un pouvoir énorme entre ses mains. Il respecte le talent par-dessus tout, mais veille à rappeler à chacun qui est le patron. Il peut passer sa journée à hurler et maudire acteurs et réalisateurs, et les inviter cordialement à dîner le soir même. Moe Howard, des Trois Stooges, a dit de lui qu'il était « un vrai Jekyll et Hyde ».
Pourtant, Cohn peut se montrer sentimental sous certains aspects. Ainsi, pour remercier Jack Holt de sa contribution aux débuts difficiles de la Columbia, Cohn le garde sous contrat jusqu'en 1941. Mais la rumeur la plus persistante a tourné autour de son goût immodéré pour les actrices. Ainsi, Rita Hayworth (que Cohn sort de l'anonymat et rend célèbre), racontera son refus de coucher avec Harry Cohn ; Kim Novak, en qui Cohn voit une nouvelle Marilyn Monroe, endure le même traitement à ses débuts à la Columbia ; de même, Joan Crawford venant de signer pour trois films, lui échappe par une pirouette : « Gardez votre pantalon Harry, je déjeune avec Joan et les garçons demain » (la femme et les enfants de Cohn).

### Mort
Harry Cohn meurt d'une attaque cardiaque le 27 février 1958 à Phoenix (Arizona) (Arizona). Il est l'objet d'une fameuse citation de Red Skelton, qui remarque la réussite des funérailles : « Cela prouve ce que Harry a toujours dit : donner au public ce qu'il veut et ils vont sortir pour ça ». Il est enterré dans le cimetière Hollywood Forever, à Hollywood, en Californie. Danny Kaye lui rend hommage lors de son enterrement, en déclarant : « At Cohn's funeral, Danny Kaye eulogized the mogul by noting that "Harry Cohn's breadth and size were of an older day that we shall not see again. I am glad that I knew Harry Cohn and his brawny vigor--he was an unforgettable man" » (« La grandeur et l'épaisseur d'Harry Cohn étaient telles que l'on n'en voit plus de nos jours. Je suis heureux de l'avoir connu, lui et son énergie inépuisable. C'était un homme inoubliable ».

## Filmographie partielle
- 1925 : The Lure of the Wild de Frank R. Strayer
- 1927 : Supplice de femme (The Siren) de Byron Haskin
- 1927 : L'Escalier des cent marches (The Warning) de George B. Seitz
- 1927 : Swope le cruel (The Blood Ship) de George B. Seitz
- 1928 : After the Storm de George B. Seitz
- 1928 : Un punch à l'estomac (So This Is Love?) de Frank Capra
- 1928 : Pour l'amour du sport (Golf Widows) de Erle C. Kenton
- 1928 : La Fiancée du désert (The Desert Bride) de Walter Lang
- 1928 : La Madone des sandwiches (That Certain Thing) de Frank Capra
- 1929 : Acquitted de Frank R. Strayer
- 1929 : Cabaret mexicain (Mexicali Rose) de Erle C. Kenton
- 1930 : Tol'able David de John G. Blystone
- 1930 : Femmes de luxe (Ladies of Leisure) de Frank Capra avec Barbara Stanwyck
- 1931 : Ten Cents a Dance de Lionel Barrymore avec Barbara Stanwyck
- 1931 : La Femme aux miracles (The Miracle Woman) de Frank Capra avec Barbara Stanwyck
- 1931 : Le Code criminel (The Criminal Code) de Howard Hawks avec Walter Huston
- 1931 : La Blonde platine (Platinum Blonde)  de Frank Capra avec Loretta Young et Jean Harlow
- 1932 : Amour défendu (Forbidden) de Frank Capra avec Barbara Stanwyck
- 1932 : Le Visage masqué (Behind the Mask) de John Francis Dillon
- 1932 : La Grande Muraille de Frank Capra avec Barbara Stanwyck
- 1934 : New York-Miami de Frank Capra avec Clark Gable et Claudette Colbert
- 1934 : Train de luxe de Howard Hawks avec Carole Lombard
- 1936 : L'Extravagant Mr. Deeds de Frank Capra avec Gary Cooper et Jean Arthur
- 1936 : Toute la ville en parle de John Ford
- 1936 : Cette sacrée vérité de Leo McCarey avec Cary Grant et Irene Dunne
- 1938 : Vous ne l'emporterez pas avec vous de Frank Capra avec James Stewart, Jean Arthur, Lionel Barrymore
- 1939 : Monsieur Smith au Sénat de Frank Capra avec James Stewart, Jean Arthur, Claude Rains
- 1939 : Seuls les anges ont des ailes de Howard Hawks avec Cary Grant, Jean Arthur et Irene Dunne
- 1944 : La Reine de Broadway de Charles Vidor avec Rita Hayworth et Gene Kelly
- 1946 : Gilda de Charles Vidor avec Rita Hayworth et Glenn Ford
- 1947 : La Dame de Shanghai d'Orson Welles avec Rita Hayworth et Orson Welles
- 1950 : Comment l'esprit vient aux femmes de George Cukor avec Judy Holliday et William Holden
- 1955 : Picnic de Joshua Logan avec William Holden et Kim Novak
- 1957 : La Blonde ou la Rousse de George Sidney avec Rita Hayworth, Frank Sinatra et Kim Novak